# Premadio
Premadio (pronunciato Premàdio; Premèi in dialetto locale) è una frazione del comune di Valdidentro (SO).
Gli abitanti vengono chiamati "peneglia", termine dialettale che indica lo strumento per produrre il burro.

## Geografia fisica
È situato a 1.250-1.300 m sul livello del mare, alla convergenza del torrente Viola nel fiume Adda.
È il primo paese che si incontra percorrendo la strada che da Bormio porta a Livigno.
Nel territorio di Premadio sorgono i Bagni Nuovi e i Bagni Vecchi, ma il comune di Valdidentro ha concesso l'utilizzo delle sue acque e del suo territorio al comune di Bormio. Nove sorgenti di acqua calda alimentano gli impianti termali noti fin dall'antichità. 
Infatti anche Leonardo Da Vinci, nel suo Codice Atlantico, parla della Valtellina e dei Bagni di Bormio, conosciuti già dal II secolo a.C.: "A Bormi sono i bagni"

## Storia

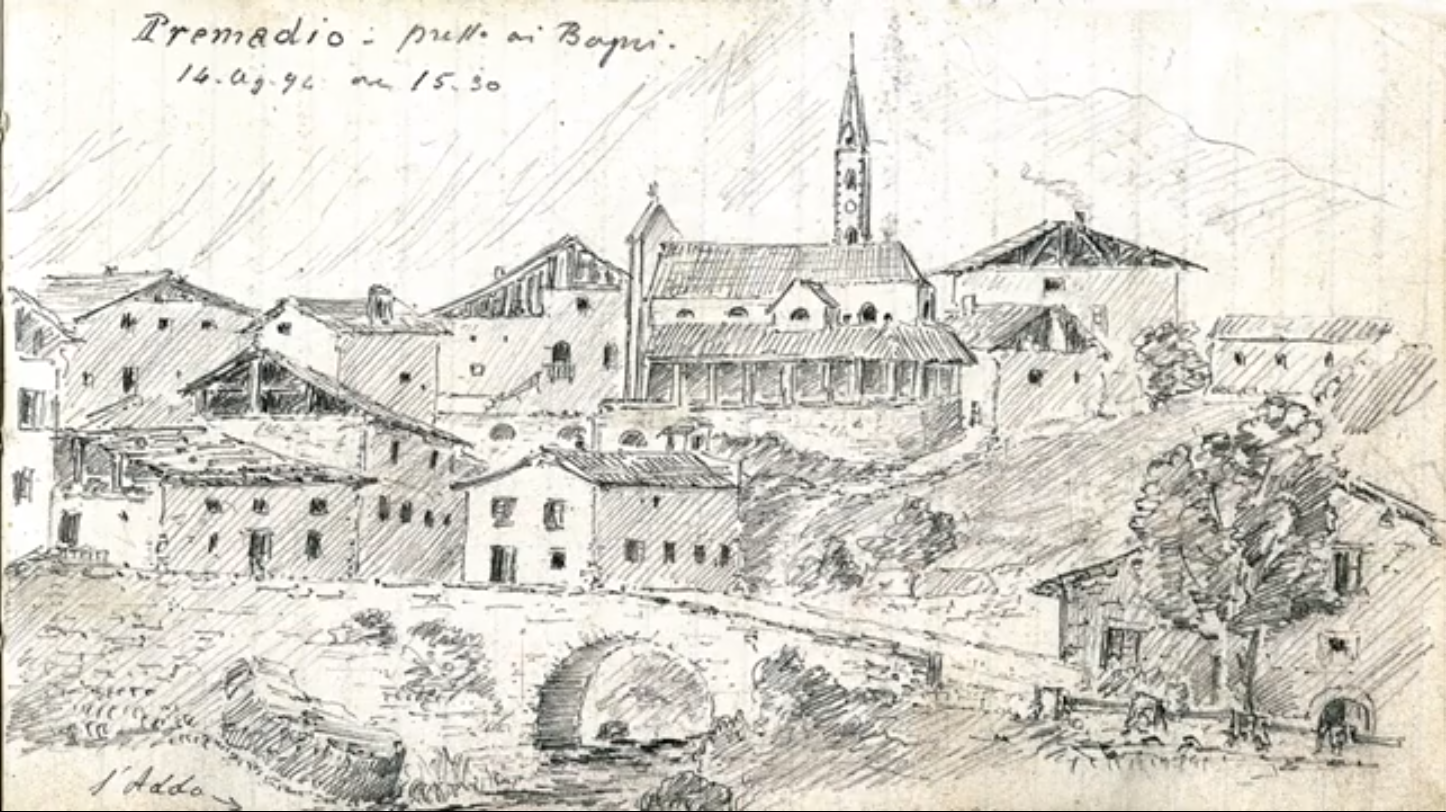
Premadio in un disegno di Enrico Alberto d'Albertis del 1894.

Il nome della frazione probabilmente significa "Prato del Maglio": nel territorio di Premadio infatti è documentata dal '600 l'esistenza di forni per la produzione di ferro. Gli ultimi forni sono rimasti attivi fino a fine ottocento, e alcuni edifici ora diroccati testimoniano l'attività.
Nel 1483 si ha notizia della prima caccia alle streghe nella zona di Bormio, quando ben 41 donne nel Contado di Bormio vengono condannate al rogo, con l'accusa di eresia e amicizia con il diavolo. 
Queste donne, dopo aver ricevuto un processo sommario al Palazzo Pretorio in piazza del "Kuerc" di Bormio, vengono portate in un prato, detto "Prà della giustizia", situato nella piana tra Bormio e Premadio, vicino alla chiesa di San Gallo, dove le attende un rogo pubblico.
Per secoli leggende popolari hanno riportato fatti sovrannaturali avvenire in questo luogo.
A Premadio è in esercizio dal 1956 la centrale idroelettrica AEM (ora A2A) che utilizza le acque dei bacini di Cancano e San Giacomo situati a circa 2000 metri s.l.m.

## Eventi della Tradizione

### Gabinèt
Il Gabinèt è un'antica tradizione in uso nella giornata del 6 gennaio.
Nel giorno dell'Epifania si scatena fra la popolazione locale una vera e propria gara nel prevenire quanti si incontrano col motto "Gabinèt!". Colui che è stato prevenuto deve "pagare" il Gabinèt offrendo semplici dolci o un buon bicchiere di vino.
Gabinèt è una parola dialettale che deriva dal tedesco Gabe-Nacht ovvero notte dei doni e indica il giorno dell'Epifania.